# Faílbe Flann mac Áedo Duib
Faílbe Flann mac Áedo Duib (m. 639)  fue Rey de Munster de los Eóganacht Chaisil de la dinastía Eóganachta. Sucedió a Cathal mac Áedo Flaind Chathrach de la dinastía de Glendamnach en 628. Era el hermano menor de un rey anterior Fíngen mac Áedo Duib (d. 618). Su sobrenombre Flann significa "de sangre roja".

## Carrera
En 629, luchó en la Batalla de Carn Feradaig (Cahernarry, Condado de Limerick) contra Guaire Aidne mac Colmáin (m.663) de los Ui Fiachrach Aidhne de los Connachta. Faílbe obtuvo la victoria y Guaire fue puesto en fuga, y su aliado Conall mac Máele Dúib de Uí Maine y muchos nobles de Connaught murieron. Guaire gobernaba durante el esplendor de los Ui Fiachrach en el sur de Connaught e intentaba recuperar los territorios perdidos de Connaught en Thomond. Byrne cree que la verdadera expansión de los Deisi en Clare comenzó con esta batalla.
El otro acontecimiento importante de su reinado fue la Batalla de Áth Goan en la llanura occidental del Liffey en 636. En esta batalla Faílbe intervino en la política de Leinster, apoyando a Fáelán mac Colmáin (m. 666) de los Uí Dúnlainge contra Crimthann mac Áedo de los Uí Máil, rey de Leinster. Failbe y Fáelán se aliaron con Conall Guthbinn mac Suibni (m. 637) de Mide. Obtuvieron la victoria y Crimthann murió. Un tratado de Munster afirma que Faílbe pagó el tributo de los Laigin a los Ui Neill pero Byrne rechaza esta afirmación como propaganda posterior creada en Munster para reclamar Leth Moga (la mitad sur de Irlanda).

## Familia y descendientes
Los descendientes de Faílbe fueron conocidos como Clann Faílbe dentro de la rama de Cashail, que se convertirían posteriormente en la dinastía MacCarthy, gobernante en Desmond, así como en las principalidades de Carbery, Muskerry, y Duhallow.
Su hijo Colgú mac Faílbe Flaind (m. 678) fue también  Rey de Munster.